# Lakšmí

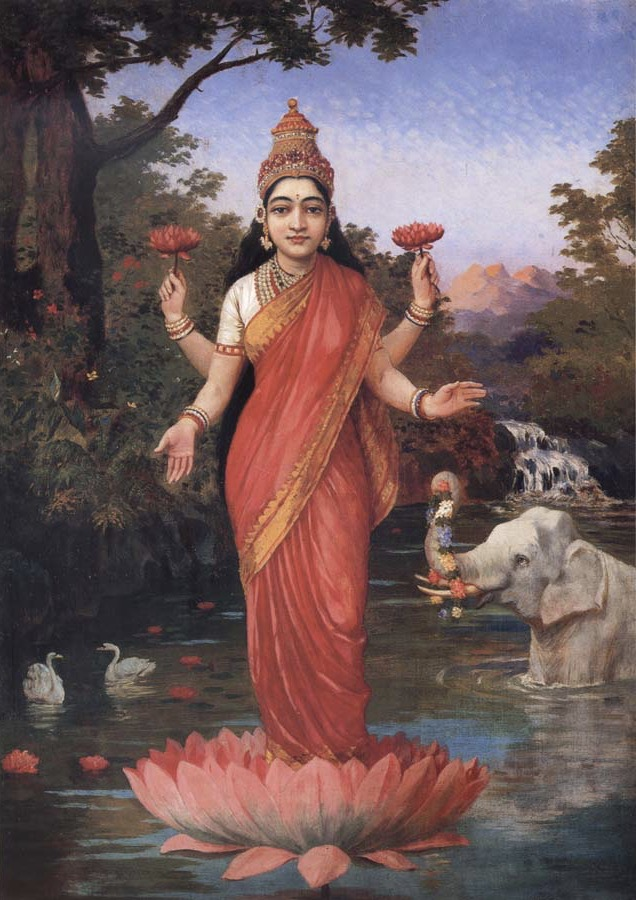

Lakšmí (v sanskrtu लक्ष्मी lakṣmī; zvaná též Šrí Lakšmí) je hinduistická bohyně, manželka boha Višnua. Bývá spojována se štěstím a hojností, ale je i vtělením krásy. Narodila se jako dcera mudrce Bhrgua, po zapuzení bohy a útěku do oceánu se v celé své kráse znovu zrodila při kvedlání mléčného oceánu, sedíc na lotosovém květu. Ačkoli jí spíše jen zřídka bývají zasvěcovány zvláštní chrámy, hinduisté se k ní modlí velmi často. Jejím jízdním zvířetem je sova. Bývá zobrazována se dvěma či čtyřmi pažemi.
Lakšmí je také ukázkovým příkladem indického ideálu manželky. Proto doprovází avatáry Višnua, když skrze ně vstupuje do našeho světa (Ráma a jeho žena Síta, Kršna a Rádha, popř. Rukminí).